# Мартін Хуль Андерсен
Ян Мартін Хуль Андерсен (норв. Jan Martin Hoel Andersen; нар. 4 грудня 1995, Хальден, Естфолл, Норвегія) — норвезький футболіст, нападник «Скейда».

## Життєпис
Футболом розпочав займатися у клубі «Тістедален», звідки перейшов до молодіжної команди «Сарпсборга». 5 травня 2013 року дебютував за основний склад клубу у чемпіонаті Норвегії у виїзному поєдинку з «Геугесунном», в якому вийшов на поле на останніх хвилинах зустрічі. Потім вступав за «Квік Хальден», «Єрв», «Ейгарден» та «Конгсвінгер». У грудні 2022 року повернувся до «Сарпсборгу».
13 серпня 2024 став гравцем шведського «Естерса», з яким уклав 1,5-річний контракт. Вперше за новий клуб зіграв 17 серпня у черговому турі Супереттану проти «Ергрюте». 7 січня 2025 року підписав контракт зі «Скейдом» до 31 грудня 2026 року.